# Bergamosoma hessei
Bergamosoma hessei är en mångfotingart som först beskrevs av Karl Wilhelm Verhoeff 1931.  Bergamosoma hessei ingår i släktet Bergamosoma och familjen knöldubbelfotingar. Inga underarter finns listade i Catalogue of Life.